# Egmere
Egmere – wieś w Anglii, w Norfolk. W 1931 wieś liczyła 81 mieszkańców. Egmere jest wspomniana w Domesday Book (1086) jako Edgamere/Egemere/Estgamera.